# سانتیاگو لانخه
سانتیاگو لانخه (انگلیسی: Santiago Lange؛ زادهٔ ۲۲ سپتامبر ۱۹۶۱) قایقران قایق بادبانی اهل آرژانتین است.